# Sabetha
Sabetha is een plaats (city) in de Amerikaanse staat Kansas, en valt bestuurlijk gezien onder Brown County en Nemaha County.

## Demografie
Bij de volkstelling in 2000 werd het aantal inwoners vastgesteld op 2589.
In 2006 is het aantal inwoners door het United States Census Bureau geschat op 2519, een daling van 70 (-2,7%).

## Geografie
Volgens het United States Census Bureau beslaat de plaats een oppervlakte van
8,4 km², geheel bestaande uit land. Sabetha ligt op ongeveer 415 m boven zeeniveau.

## Plaatsen in de nabije omgeving
De onderstaande figuur toont nabijgelegen plaatsen in een straal van 16 km rond Sabetha.